# Hổ phách

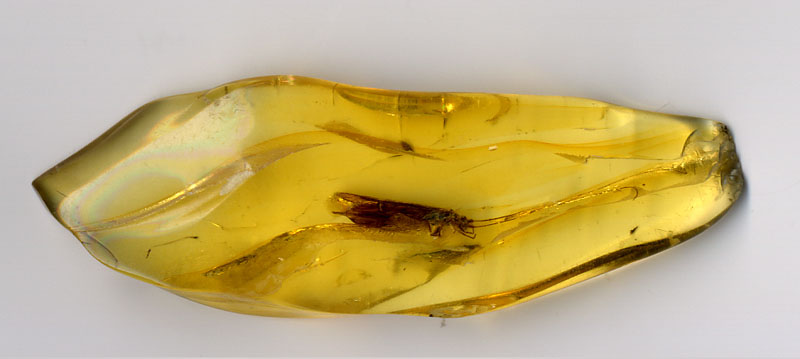
Một miếng hổ phách bao quanh xác một côn trùng

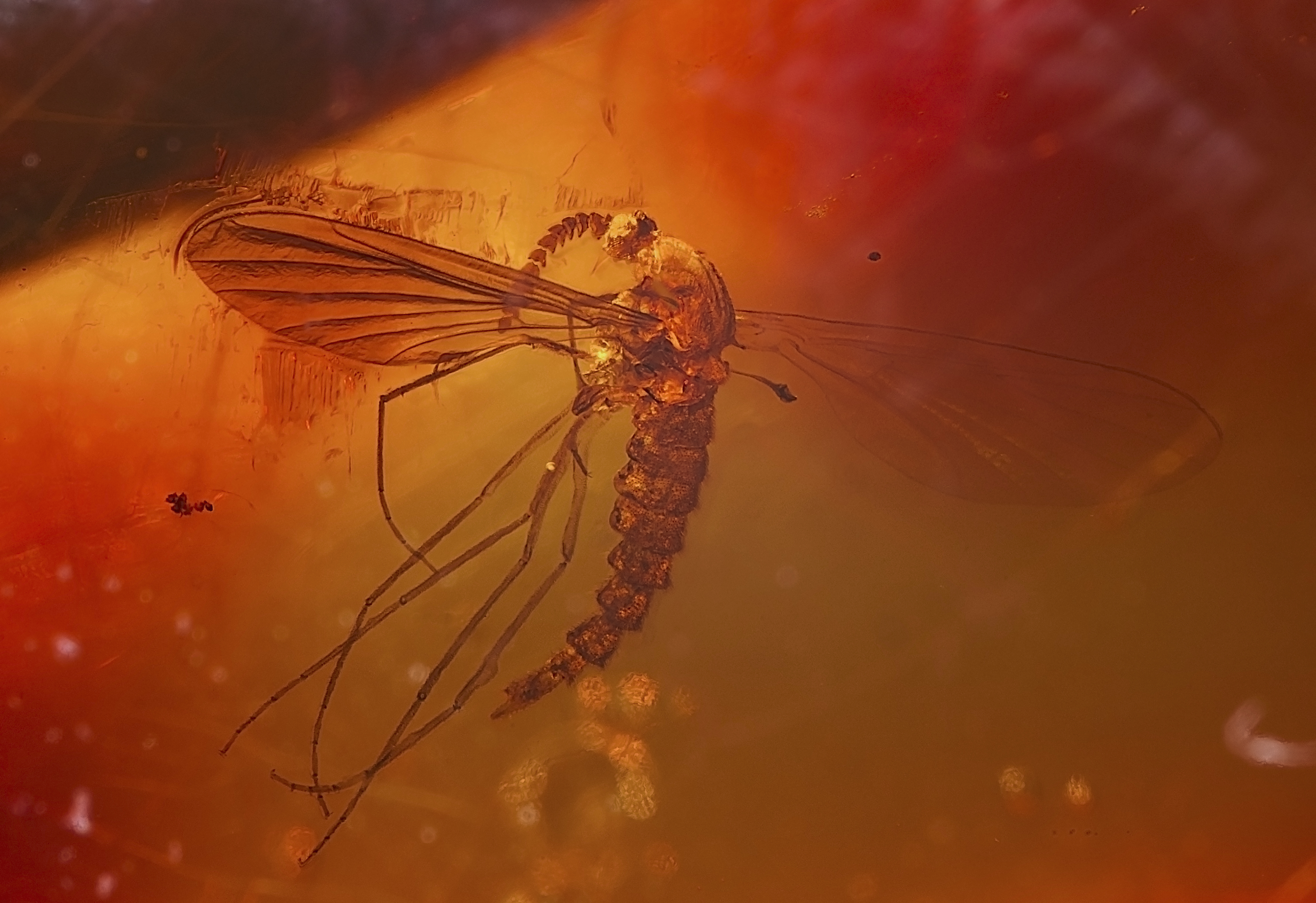
Một con muỗi trong hổ phách

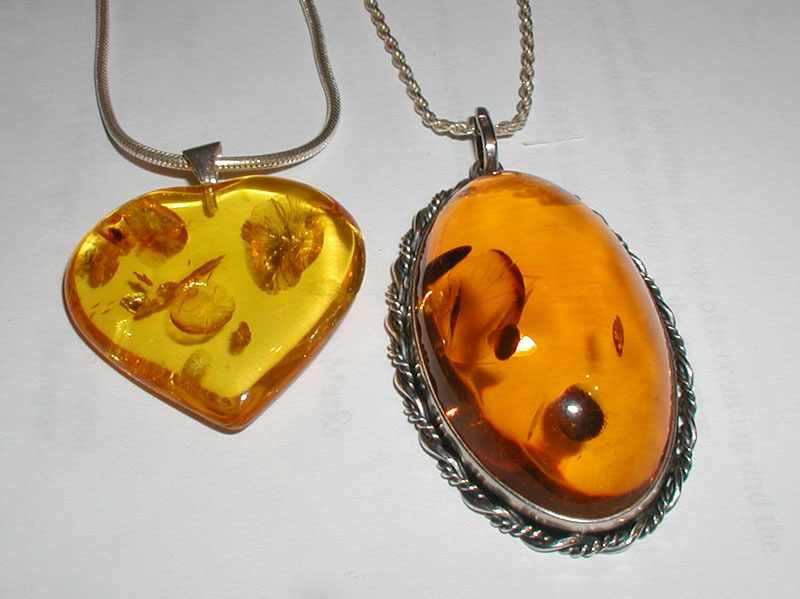
Mặt vòng từ hổ phách

Hổ phách (琥珀), còn được gọi là huyết phách (血珀), minh phách (明珀), hồng tùng chi, (tiếng Latinh: succinum), là nhựa cây đã hóa đá (hóa thạch) từ nhiều triệu năm về trước, được đánh giá cao về màu sắc và vẻ đẹp tự nhiên. Các phân tích cho thấy hổ phách có công thức hóa học là C40H64O4, viết gọn là (C10H16O)4. Hổ phách thường gặp dưới dạng khối nhựa cứng hoặc dạng nhũ đá với các khối to nhỏ không đều nhau, nhìn trong suốt với màu rất đẹp; một số trường hợp còn thấy rõ trong mảnh hổ phách chứa các động vật hóa thạch nguyên vẹn. Đem đun nóng, hổ phách tỏa mùi hương dễ chịu. Hổ phách dẫn nhiệt rất kém. Thales đã phát hiện ra từ 600 năm trước Công nguyên rằng khi chà xát liên tục vào miếng vải hoặc miếng len thì hổ phách sinh điện.
Hổ phách được sử dụng trong nhiều công nghệ. Đông y cổ truyền cho rằng hổ phách có vị ngọt, tính bình vào bốn kinh tâm, can, phế và bàng quang; có tác dụng an thần, định kinh, lợi tiểu tiện, tán ư huyết; chỉ dành cho người hỏa suy, thủy thịnh. Vì dễ mài giũa và cắt gọt, hổ phách trở thành vật liệu quý đối với ngành thủ công mỹ nghệ: chế biến tẩu thuốc, làm nhiều món trang sức đắt tiền như mặt nhẫn, sợi dây chuyền, cườm tay, hoa tai, v.v...